# Der Ostasiatische Lloyd

Pour le journal nazi, voir Deutsche Shanghai Zeitung

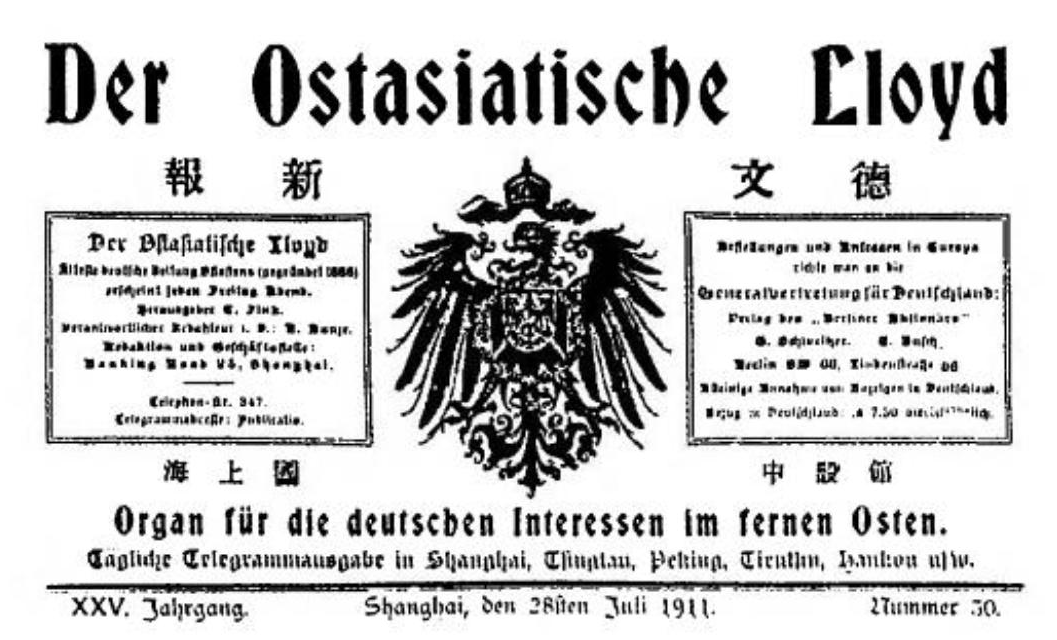
Der Ostasiatische Lloyd, 28 juillet 1911

L’Ostasiatischer Lloyd (OAL, "Le Lloyd d'Extrême-Orient", Chinois traditionnel: 德文新報, chinois simplifié: 德文新报, Hanyu pinyin: Déwén Xīnbào) était un journal de langue allemande fondé à Shanghai en 1889. Plus ancien journal allemand en Chine, c'était, selon Paul French, le meilleur journal de langue allemande de ce pays.
Après sa disparition, le Deutsche Shanghai Zeitung, un journal nazi, reprit son nom pour profiter de sa réputation.

## Lire aussi
- Niu, Haikun (牛海坤 Niú Hǎikūn). "《德文新報》研究（1886~1917）." ("Une étude/recherche de Der Ostasiatische Lloyd (1886-1917)") Shanghai Jiao Tong University Press. 1er janvier 2012. ISBN：9787313079237.
- Walravens, Hartmut. "German Influence on the Press in China." - In: Newspapers in International Librarianship: Papers Presented by the Newspaper Section at IFLA General Conferences. Walter de Gruyter, 1er janvier 2003.  (ISBN 3110962799), 9783110962796.
  - Aussi disponibles dans (Archive) le site web de la Bibliothèque de Queens - Cette version ne comprend pas les notes qui sont visibles dans la édition Walter de Gruyter.
  - Aussi disponibles dans: Walravens, Hartmut and Edmund King. Newspapers in international librarianship: papers presented by the newspapers section at IFLA General Conferences. K.G. Saur, 2003.  (ISBN 3598218370), 9783598218378.
- Winston, A.P. "Chinese Finance Under the Republic." dans: Dunbar, Charles Franklin, Frank William Taussig, Abbott Payson Usher, Alvin Harvey Hansen, William Leonard Crum, Edward Chamberlin, and Arthur Eli Monroe. The Quarterly Journal of Economics Volume 30 (167-170 of American periodical series, 1850-1900). George H. Ellis, published 1916. p. 738-779.